# Jack-Jack Attack
Jack-Jack Attack (br: O Ataque do Zezé; pt: Zezé Ataca) é um curta-metragem produzido pelo estúdio de animação Pixar, disponível na versão em DVD do filme Os Incríveis e no DVD Pixar Short Films Collection - Volume 1. É a primeira vez que Karen é a protagonista do curta.

## Elenco brasileiro
- Karen - Izabella Bicalho
- Ricardo Dicker - Ednaldo Lucena
- Síndrome - Alexandre Moreno
- Estúdio: Delart

## Premiações
| Oscar         | Nenhum                  |
| Annie Award   | Nenhum                  |
| Grammy Award  | Nenhum                  |
| Globo de Ouro | Nenhum                  |
| Hugo Awards   | Foi indicado ao prêmio. |

## Curiosidades
- Quando Karen coloca o CD no Player, pode-se escutar Turkish March de Mozart.